# Aeropuerto Colonia Catriel
El Aeródromo de Colonia Catriel (IATA: CCT - OACI: SA0U/SA30 - ANAC: CLT) es un aeropuerto argentino que da servicio a la localidad de Colonia Catriel, Río Negro.
De acuerdo a las constancias fotográficas registradas en imágenes satelitales hacia mayo del 2006 la pista aparece parcialmente destruida por una crecida del río Colorado, y ha permanecido en las mismas condiciones hasta la última fotografía datada en septiembre de 2012.